# The Good Son (película)
The Good Son (El buen hijo o El ángel malvado en países hispanohablantes) es una película estadounidense de thriller del año 1993 dirigido por Joseph Ruben y protagonizado por Macaulay Culkin y Elijah Wood.
La película muestra un cambio de papel para el actor Macaulay Culkin, hasta ese momento conocido por sus papeles en comedias como Home Alone o The Pagemaster quien ahora actúa como el antagonista de la película. Culkin interpreta a Henry, un niño modelo de 12 años que permanentemente parece ofrecer a sus padres (interpretados por Wendy Crewson y Daniel Hugh Kelly) razones para sentirse orgullosos de él, pero bajo su apariencia cariñosa y sensible se esconde una mente malvada. Solo otro niño podría darse cuenta de ello, lo que sucede cuando su primo Mark (Elijah Wood), se traslada a vivir con Henry y su familia, los Evans. Cuando Mark intenta alertar a sus padres, ellos no le creen, dejándolo solo ante una batalla con su envidioso y amenazador primo, pero conseguir que todo el mundo sepa como es en realidad Henry es un trabajo difícil, ya que Henry es un niño diabólico y sin escrúpulos, capaz de intentar asesinar a su hermana o incluso a su madre.
Además del mayor de los hermanos Culkin, también aparecen en la película Quinn Culkin y Rory Culkin, quienes también interpretan a los hermanos del personaje interpretado por Macaulay.

## Argumento
Mark Evans es un niño de 12 años que enfrenta la difícil muerte de su madre, Janice, tras una larga enfermedad. Su viudo padre, Jack, no sabe cómo confrontar el silencio de su pequeño hijo, quien está convencido de que su madre ha de volver. Wallace, el hermano de Jack, convence a este último para que deje a su sobrino a su cargo, ya que un entorno en familia le hará bien. Tras dudar, Jack deja a Mark con su tío y le promete que en dos semanas volverá por él. De inmediato, Mark es bien recibido por su traviesa prima de 8 años Connie y su cariñosa tía política Susan, así como por su primo Henry, que tiene su misma edad y le invita a ser su amigo. Wallace esta seguro que Mark se recuperará,  ya que el niño se adapta sin dificultad a la familia.  Mientras tanto, Henry y Mark juegan en el campo y hacen travesuras en el pueblo. Sin embargo, Henry comienza a mostrar poco a poco otra faceta, al querer que Mark fume cigarrillos con él. Mark no le da importancia, pero le sorprende tal atrevimiento. Pasan los días y Mark recibe terapias de Alice, que se da cuenta de que Mark se está recuperando satisfactoriamente.  
Por otro lado, Mark se encariña con Susan como si de su madre se tratara, pero esto despertará la envidia y los celos de Henry; que observa cada uno de sus pasos en silencio. Pronto la recuperación de Mark se verá afectada al enfrentar el extraño comportamiento de su primo, ya que Henry muestra actitudes violentas al asesinar un perro, quienes les ladraron en un principio y ocasionar un tremendo accidente tras arrojar un muñeco con tamaño de adulto en la carretera. Mark no sabe qué hacer, ya que Henry muestra su faceta de hijo ejemplar y honesto ante su familia, y a espaldas de esta es un vil manipulador. Henry lleva a su pequeña hermana Connie a un estanque a patinar sobre hielo y Mark observa impotente cuando Henry arroja a su hermana sobre el hielo delgado para dejarla morir helada. Connie sobrevive, pero no recuerda el terrible suceso. Mark intenta contar a su tía Susan lo sucedido, pero Susan no puede creer que Henry haya intentado matar a su hermana. A Mark no le queda más opción que avisar a su padre, quien cree a su hijo. Mark comenzará a vigilar a Henry, y una noche, Mark cree que Henry ha envenenado la comida de su familia e intenta destruirla. Wallace, aturdido, lo encierra en el cuarto del pequeño Richard, el fallecido hijo de Susan.
Susan sospecha que algo no anda bien y busca en el viejo desván alguna pista que le de respuesta sobre Henry, y grande es la sorpresa cuando Susan descubre un patito de hule que perteneció al pequeño Richard. El niño estaba jugando con ése  patito cuando ella lo estaba bañando en una tina, pero tuvo que ausentarse un momento y, cuando regresó, el niño estaba ahogado y el patito no estaba. Cuando Susan habla con Henry, éste se vuelve violento y le dice a su madre que ese juguete le perteneció a él siempre, le arrebata el muñeco a Susan y lo arroja a un viejo pozo en el cementerio. Susan empieza a preocuparse porque Henry haya tenido que ver con la muerte de su otro hijo.  Mientras, Henry regresa a su casa y Mark lo sorprende ensayando las lágrimas para la pronta muerte de Susan. Mark nuevamente se enfrenta a Henry, con unas tijeras en la mano, y lo amenaza; pero en ése momento aparece Wallace y, al ver a Mark con las tijeras, toma a su sobrino y lo encierra en su oficina. Mark se da cuenta de que Susan está en la casa y rompe una ventana. Wallace intenta detenerlo, pero Mark logra escapar. Susan se va de paseo con su hijo Henry hacia una loma con vistas al mar. De camino, Susan pregunta a Henry y se entera de que él ahogó a Richard. Tras la confesión, Henry cree que su madre lo encerrará, y corre hacia la playa y le grita que preferiría quitarse la vida. Susan cree que Henry se ha arrojado por el precipicio, pero sale inesperadamente de entre unos arbustos e intenta arrojarla al vacío, justo cuando Mark aparece y lo impide, forcejeando con Henry.  Ambos muchachos comienzan a pelear. Cuando finalmente Susan logra estabilizarse, tanto Henry y Mark ruedan desde el peñón hacia el vacío, pero son retenidos por Susan, que intenta agarrar a ambos niños por los brazos. Pero el peso de ambos es demasiado  y, tras una difícil decisión, deja caer a Henry al vacío y salva a Mark. Susan, gritando, mira desde lo alto a su hijo ya muerto en el mar. Al final, Mark se encuentra en el lugar donde se esparcieron las cenizas de su madre, y se pregunta: "¿Susan volvería a hacerlo?, la respuesta nunca la sabré".

## Reparto
- Macaulay Culkin - Henry Evans
- Elijah Wood - Mark Evans
- Wendy Crewson - Susan Evans
- David Morse - Jack Evans
- Daniel Hugh Kelly - Wallace Evans
- Jacqueline Brookes - Alice Davenport
- Quinn Culkin - Connie Evans
- Ashley Crow - Janise Evans
- Rory Culkin - Richard Evans

## Producción
Al principio Michael Lehmann fue elegido como director de la obra cinematográfica. Sin embargo fue reemplazado debido a enfrentamientos que tenía con el padre de Macaulay Culkin. También se pensó originalmente en coger a Mary Steenbugen como madre de Henry, pero al final se eligió a Wendy Crewson para ese papel.